# Теорија скупова
Теорија скупова је математичка теорија добро дефинисаних колекција објеката које зовемо скуповима. Ови објекти се зову елементи скупа. Чиста теорија скупова је она теорија у којој су елементи скупа опет скупови. Срж теорије скупова је проучавање бесконачних скупова. У теорији скупова скупови су дати аксиоматски, тј њихово постојање и основна својства су дата одговарајућим формалним аксиомама. Формални језик чисте теорије скупова допуштају да се формализују сви математички појмови. На тај начин теорија скупова постаје стандардна основа математике пошто сваки математички објект може да се види као скуп и свака теорема математике може логички бити изведена предикатским рачуном из аксиома теорије скупова.
Оба аспекта теорије скупова, као математичке науке о бесконачном и као основе математике, имају своје филозофско значење. Да би се могао у потпуности разумети овај чланак, потребно је прво прочитати чланак Основе теорије скупова.

## Историја
Математички појмови се обично се појављују и развијају путем међусобних интеракција многих истраживача. Теорију скупова је, међутим, утемељио један рад Георга Кантора из 1874: „О својствима колекције свих реалних алгебарских бројева“.
Од 5. века п. н. е., почевши са грчким математичаром Зеноном из Елеје на Западу, и раних Индијских математичара на Истоку, математичари су се борили са концептом бесконачности. Посебно значајан је рад Бернарда Болцана у првој половини 19. века. Савремено схватање бесконачности је настало током периода 1867–71, са Канторовим радом на теорији бројева. Један састанак Кантора и Рихарда Дедекинда из 1872. године је имао утицаја на Канторова размишљања и кулминирао је његовом публикацијом из 1874. године.
Канторов рад су иницијално популаризовали његови савременици. Док су Карл Вајерштрас и Дедекинд подржавали Кантора, Леополд Кронекер, који се у данашње време сматра оснивачем математичког конструктивизма, није. Канторова теорија скупова је временом постала широко прихваћена, због корисности њених концепата, попут бијекције међу скуповима, његовог доказа да постоји више реалних бројева него целих бројева, и концепата као што је „бесконачност бесконачности“ („Канторов рај“) која произилази из операција партитивног скупа. Корисност теорије скупова је довела до чланка „Mengenlehre“, који је Артур Шенфлис написао за Клајнову енциклопедију 1898. године.
Следећи талас узбуђења теоријом скупова је наишао око 1900. године, када је откривено да нека тумачења Канторове теорије скупова доводе до извесних противречности, званих антиномије или парадокси. Бертранд Расел и Ернст Цермело су независно један од другог пронашли најједноставнији и најпознатији парадокс, који се у данашње време зове Раселовим парадоксом: размотримо „скуп свих скупова који нису чланови самих себе“, што доводи до контрадикторности пошто скуп мора бити члан самог себи, и не може да буде члан самог себе. Године 1899. сам Кантор је поставио питање „Шта је кардиналан број скупа свих скупова?“, и дошао је до сличног парадокса. Расел је користио свој парадокс као тему у његовом прегледу континенталне математике из 1903.: Принципи математике.
Године 1906. је енглеским читаоцима постала доступна књига „Теорија скупова и тачака“ аутора Вилијама Хенрија Јанга и његове супруге Грејс Чишолм Јанг.
Моменат теорије скупова је био такав да дебата о парадоксима није довела до њеног напуштања. Рад Зермела из 1908, и Абрахама Френкела из 1922. године произвели су сет аксиома Цермело-Френкелове теорије скупова, који су постали најшире кориштени аксиоми у теорији скупова. Рад аналитичара, попут Анрија Лебега, је показао велику математичку корисност теорије скупова, која је од тада постала уткана у модерну математику.

## Исходишта
Оцем теорије скупова, као посебне математичке дисциплине, се сматра Георг Кантор. Његово фундаментално откриће је било да је скуп реалних бројева непребројив тј. и поред тога да су скупови природних и реалних бројева бесконачни, више је реалних бројева него природних што је довело до закључка да постоје различите вредности бесконачности.
Према Кантору два скупа {\displaystyle A} и {\displaystyle B} су исте величине, тј. кардиналности, ако се елементи скупа {\displaystyle A} могу 1-у-1 пресликати у елементе скупа {\displaystyle B}. На тај начин скупови {\displaystyle \mathbb {N} } природних и реалних {\displaystyle \mathbb {R} } бројева имају различите кардиналности. Тиме је Кантор дефинисао његову хипотезу континуума која тврди да сваки бесконачни скуп реалних бројева је или пребројив или није тј. има кардиналност скупа {\displaystyle >\mathbb {N} }, или кардиналност скупа {\displaystyle \mathbb {R} }. До данас, Канторова хипотеза континуума нити је оборена нити доказана. Покушаји да се ова хипотеза докаже довели су до сазнања да се сама хипотеза не може нити доказати нити оборити на основи постојеће аксиоматике модерне теорије скупова.
Наивно схватање да скуп мора да има увек неко својство или карактеристику довело је до открића тзв. Раселовог (енгл. Bertrand Russell) парадокса (који је пре Расела био познат Цермелоу) који гласи:
Нека је дато својство скупова по коме скупови нису елементи самих себе. Ако ово својство дефинише скуп, назовимо га скуп {\displaystyle A}, тада је {\displaystyle A} елемент самога себе ако није елемент самога себе.
На тај начин неке колекције као што су колекција свих скупова, колекција свих ординалних бројева, колекција свих кардиналних бројева, нису скупови. Овакве колекције се зову праве класе.
Да би се избегли парадокси и добила чврста основа теорије, теорија скупова је аксиоматизована. Прву аксиоматизацију теорије је дао Цермело који је избегао Раселов парадокс аксиомом раздвајања која квантифицира својства скупа преко тврдње другог реда. Сколем (норв. Thoralf Skolem) и Френкел (енгл. Abraham Fraenkel) су аксиому раздвајања формализовали формулама првог реда а затим увели аксиому замене која је била нужна да би се подупро развој теорије трансфинитних ординала и кардинала. Даљи рад у циљу побољшања Цермелове теорије је био на доказивању основних чињеница теорије скупова као што је тврдња да се сваки скуп садржи у неком транзитивном скупу, тј. скупу који садржи све елементе сопствених елемената. Фон Нојман (енгл. John von Neumann) је додао аксиому основе чиме је створен стандардни аксиоматички систем теорије скупова који се зове Цермело-Френкел аксиоме са аксиомом избора.

## Аксиоме теорије скупова
У овој секцији изложићемо, у кратким цртама, Цермело-Френкел аксиоме са аксиомом избора (ЦФИ). Цела аксиоматика ће бити изложена у логици првог реда са само једном бинарном релацијом припадности {\displaystyle \in }.
- Аксиома проширења:
  - Два скупа {\displaystyle A} и {\displaystyle B} су једнаки ако имају исте елементе.
- Аксиома пара:
  - Ако су дати скупови {\displaystyle A} и {\displaystyle B}, тада постоји скуп {\displaystyle {A,B}} који садржи само {\displaystyle A} и {\displaystyle B} као своје елементе. Постоји такође скуп {\displaystyle \{A\}} чији је један једини елемент скуп {\displaystyle A}.
- Аксиома партитивног скупа:
  - За сваки скуп {\displaystyle A} постоји скуп {\displaystyle {\mathcal {P}}(A)} који се зове партитивни скуп скупа {\displaystyle A} чији су елементи сви подскупови скупа {\displaystyle A}.
- Аксиома уније:
  - За сваку скуп {\displaystyle A} постоји скуп {\displaystyle \cup A} који се зове унија скупа {\displaystyle A} а чији су елементи елементи скупа {\displaystyle A}.
- Аксиома бесконачности:
  - Постоји бесконачан скуп, тј. постоји скуп {\displaystyle Z} који садржи {\displaystyle \emptyset } и такав да ако је {\displaystyle A\in Z} тада је {\displaystyle \cup \{A,\{A\}\}\in Z}.
- Аксиома раздвајања:
  - За сваки скуп {\displaystyle A} и свако дато својство скупа постоји скуп који садржи елементе скупа {\displaystyle A} који имају поменуто својство скупа. Својство скупа је дефинисано формулом {\displaystyle \phi } у логици првог реда теорије скупова. На тај је начин аксиом раздвајања у суштини аксиом шема тј. бесконачна листа аксиома, где је свака аксиома дата формулом {\displaystyle \phi }.
- Аксиома замене:
  - За сваку функцију која се може дефинисати на скупу {\displaystyle A} као свом домену постоји скуп чији су елементи све вредности ове функције. Замена је такође аксиома шема јер су функције дефинисане формулама.
- Аксиома основе (регуларности):
  - Сваки непразни скуп {\displaystyle A} садржи неки {\displaystyle \in }-минимални елемент тј.елемент који не садржи ни један други елемент скупа {\displaystyle A}.
- Аксиома избора:
  - За сваки скуп {\displaystyle A} узајамно дисјунктних непразних скупова постоји скуп који садржи тачно један елемент из сваког скупа који припада скупу {\displaystyle A}.

Аксиома празног скупа није укључена у горњу листу јер се ова аксиома може извести из Аксиоме бесконачности.
Проблеми и сумње у ваљаност ове аксиоме потичу од чињенице да аксиома тврди да постоје скупови који не могу бити експлицитно дефинисани. Ове сумње су уклоњене Геделовим доказом да је аксиома избора сагласна са осталим Цермело-Френкел аксиомама. Аксиома избора је еквивалентна принципу добре уређености који тврди да сваки скуп може да се добро уреди тј. сваки скуп може да се линеарно уреди тако да сваки његов непразан подскуп има неки минимални елемент.
У теорији скупова се поред симбола {\displaystyle \in } користе помоћни симболи подскупа {\displaystyle (\subseteq )}, уније {\displaystyle (\cup )}, пресека {\displaystyle (\cap )}, уређеног пара {\displaystyle ((A,B))} и Декартовог производа {\displaystyle (A\times B)} који нису нужни. Детаљније о овим помоћним симболима види у Основе теорије скупова,

## Теорија трансфинитних ординала и кардинала
Цермело-Френкелове аксиоме (ЦФ) заједно са аксиомом избора могу се користити при развоју Канторове теорије трансфинитних (тј. бесконачних) типова уређења: ординала и кардинала.
Први ординални број је {\displaystyle \emptyset }. Ако је дат ординал {\displaystyle \alpha }, онда је његов непосредни следбеник {\displaystyle \alpha +1} дефинисан као скуп {\displaystyle \alpha \cup \{\alpha \}}. Ако је дат непразан скуп {\displaystyle X} ординала такав да је за свако {\displaystyle \alpha \in X} његов следбеник {\displaystyle \alpha +1} такође у {\displaystyle X}, може се добити гранични ординал {\displaystyle \cup X}. Лако се показује да је сваки ординал строго добро уређен преко релације {\displaystyle \in }, тј. линеарно је уређен преко {\displaystyle \in } и не постоји бесконачно {\displaystyle \in }-опадајући низ. Сваки добро уређени скуп је изоморфан неком јединственом ординалу који се зове тип уређења.
Операције сабирања и множења природних бројева се могу проширити на ординале. Ординал {\displaystyle \alpha +\beta } је тип уређења доброг уређења које се добија спајањем добро уређеног скупа типа уређења {\displaystyle \alpha } и добро уређеног скупа типа уређења {\displaystyle \beta }. Низ ординала добро уређених по {\displaystyle \in }, је
{\displaystyle 0,1,2,\dots ,n,\dots ,\omega ,\omega +1,\omega +2,\dots ,\omega +\omega ,\dots ,n.\omega ,\dots ,\omega .\omega ,\dots ,\omega ^{n},\dots ,\omega ^{\omega },\dots }
Ординали задовољавају принцип трансфинитне индукције: претпоставимо да је {\displaystyle C} класа ординала таква да кад год {\displaystyle C} садржи све ординале {\displaystyle \beta } који су мањи од неког ординала {\displaystyle \alpha }, тада је {\displaystyle \alpha } такође у {\displaystyle C}. На тај начин класа {\displaystyle C} садржи све ординале. Користећи трансфинитну индукцију може се у ЦФИ (за шта је потребна и аксиома замене) доказати принцип трансфинитне рекурзије који каже да ако је дата класа-функција која се може дефинисати {\displaystyle G:V\leftarrow V}, онда се може дефинисати класа-функција {\displaystyle F:Ord\leftarrow V}, где је {\displaystyle Ord} класа свих ординала, таква да {\displaystyle F(\alpha )}је вредност функције {\displaystyle G} примењене на функцију {\displaystyle F} која је ограничена на {\displaystyle \alpha }. {\displaystyle V} је универзум свих скупова дефинисан у следећој секцији. Трансфинитна рекурзија се користи, на пример, да се дефинишу аритметичке операције сабирања, множења и експонента на ординалима.
Било који бесконачни скуп је пребројив ако се може 1-у-1 пресликати у {\displaystyle \omega }, тј. који је бијективан са {\displaystyle \omega }. Сви ординали које смо споменули горе су или коначни или пребројиви. Скуп свих коначних и пребројивих ординала је такође ординал, означен са {\displaystyle \omega ^{1}}, који није пребројив. На исти начин скуп свих ординала који су бијективни са неким ординалом који је мањи од ординала {\displaystyle \omega ^{1}} је такође ординал, означен са {\displaystyle \omega ^{2}}, и који није бијективан са {\displaystyle \omega ^{1}}, итд.
Кардинал се дефинише као ординал који није бијективан са неким мањим ординалом. Тиме је сваки коначни ординал и кардинал. Бесконачни кардинали се записују словом алеф ({\displaystyle \aleph }) и индексирају ординалима.
{\displaystyle \aleph _{0},\aleph _{1},\aleph _{2},\dots ,\aleph _{\omega },\aleph _{\omega +1},\dots ,\aleph _{\omega +\omega },\dots ,\aleph _{\omega +\omega ^{2}},\dots ,\aleph _{\omega ^{\omega }},\dots ,\aleph _{\omega _{1}},\dots ,\aleph _{\omega _{2}},\dots }
За сваки кардинал постоји већи кардинал и граница растућег низа кардинала је опет кардинал. Класа свих кардинала није скуп него права класа.
Бесконачни кардинал {\displaystyle \kappa } је регуларан ако није унија мање од {\displaystyle \kappa } мањих кардинала. {\displaystyle \aleph _{0}} је регуларни кардинал као и сви његови бесконачни следбеници кардинали као што је {\displaystyle \aleph _{\aleph _{n}}}. Не-регуларни бесконачни кардинал се зове сингуларни кардинал. Први сингуларни кардинал је {\displaystyle \aleph _{\omega }} и унија је пребројиво много мањих кардинала, тј. {\displaystyle \aleph _{\omega }>=\cup _{n<\omega }\aleph _{n}}.
Кофиналност кардинала {\displaystyle \kappa }, у ознаци {\displaystyle cf(\kappa )}, је најмањи кардинал {\displaystyle \lambda } такав да је {\displaystyle \kappa } унија {\displaystyle \lambda }-много мањих ординала, тј. {\displaystyle cf(\aleph _{\omega })=\aleph _{0}}.
По аксиоми избора сваки скуп {\displaystyle A} се може добро уредити, тј. бијектван је са неким јединственим кардиналом који се зове кардиналност скупа {\displaystyle A}. Сума {\displaystyle \kappa +\lambda } двају кардинала {\displaystyle \kappa } и {\displaystyle \lambda } се дефинише као кардиналност скупа који је унија било која два дисјунктна скупа где је кардиналност једнога {\displaystyle \kappa } а другога {\displaystyle \lambda }. Производ {\displaystyle \kappa \times \lambda } се дефинише као кардиналност Декартовог производа {\displaystyle \kappa \times \lambda }. Операције суме и производа двају бесконачних кардинала {\displaystyle \kappa } и {\displaystyle \lambda } се дефинишу као {\displaystyle \kappa +\lambda =\kappa .\lambda =max\{\kappa ,\lambda \}}.
Експонент кардинала је изузетно комплексан проблем па ћемо га изоставити.

## УниверзумV{\displaystyle V}свих скупова
ЦФ аксиоме, са изузетком аксиоме проширивости, служе при градњи кумулативне хијерархије скупова. Користећи трансфинитну рекурзију дефинишемо класу-функцију која која додељује сваком ординалу {\displaystyle \alpha } скуп {\displaystyle V_{\alpha }} на следећи начин:
{\displaystyle V_{0}=\emptyset }
{\displaystyle V_{\alpha +1}={\mathcal {P}}(V_{|alpha})}
{\displaystyle V_{|alpha}=\cup _{\beta <\alpha }V_{\beta }} кад год је {\displaystyle \alpha } гранични ординал.
Аксиома партитивног скупа се користи да се од {\displaystyle V_{\alpha }} добије {\displaystyle V_{\alpha +1}}. Аксиоме замене и уније се користе да се добије {\displaystyle V_{\alpha }} за {\displaystyle \alpha } гранични ординал. Аксиома бесконачности се користи да се докаже постојање {\displaystyle \omega } а тиме и трансфинитни низ ординала. Аксиома основе, уз претпоставку важења осталих аксиома, је еквивалентна тврдњи да сваки скуп припада неком {\displaystyle V_{\alpha }} за неки ординал {\displaystyle \alpha }. На тај начин ЦФ доказује да теоретски универзални скуп, означен са {\displaystyle V}, је унија свих {\displaystyle V_{\alpha }}, где је {\displaystyle \alpha } неки ординал.
Права класа {\displaystyle V}, заједно са релацијом {\displaystyle \in }, задовољава све ЦФИ аксиоме а је тиме и један модел ЦФИ. ЦФИ није комплетан опис што ћемо управо показати.
Доказано и значајно својство {\displaystyle V} које се може доказати помоћу ЦФИ је такозвани принцип рефлексије. За сваку формулу {\displaystyle \phi (x_{1},\dots ,x_{n})} ЦФИ доказује да постоји неки ординал {\displaystyle \alpha } такав да га {\displaystyle V_{\alpha }} рефлектује, тј за сваки {\displaystyle a_{1},\dots ,a_{n}\in V_{\alpha }}
{\displaystyle \phi (a_{1},\dots ,a_{n})} важи у {\displaystyle V} ако и само ако {\displaystyle \phi (a_{1},\dots ,a_{n}}) важи у {\displaystyle V_{\alpha }}
Отуд {\displaystyle V} се не може описати неком реченицом, пошто било која реченица која важи у {\displaystyle V} мора да такође важи у неком иницијалном сегменту од {\displaystyle V_{\alpha }}. Отуд долазимо до закључка да ЦФИ није финално аксиоматизована јер би у противном ЦФИ доказала да, за неограничено много ординала {\displaystyle \alpha }, {\displaystyle V_{\alpha }} је неки модел ЦФИ, што противречи другој Геделовој теореми.
Принцип рефлексије је суштина ЦФ теорије скупова пошто је овај принцип еквивалентан аксиомама бесконачности и замене уз важење осталих ЦФ аксиома.

## Теорија скупова као основа математике
Цела математика се може формализовати унутар ЦФИ што значи да је могуће саму математику проучавати математички. Сваком питању о постојању неког математичког објекта или могућности доказивања неке претпоставке или хипотезе може се дати прецизна математичка формулација. Питање о могућности доказа неке математичке тврдње постаје смислено математичко питање. Кад је већ реч о нерешеном математичком проблему или дилеми има смисла да се упитамо да ли је могуће решити их унутар формалног ЦФИ система. Одговор може не бити ни да ни не јер је ЦФИ некомплетан систем.
Наведимо неколико примера где је могуће формализовати математичке објекте унутар ЦФИ. Скуп природних бројева се може идентификовати са коначним ординалима, тј. {\displaystyle >\mathbb {N} =\omega }. Скуп целих бројева {\displaystyle \mathbb {Z} } може да се дефинише као скуп класа еквиваленције парова природних бројева где је релација еквиваленције {\displaystyle (n,m)\equiv (n\prime ,m\prime )} ако и само ако {\displaystyle n+m\prime =m+n\prime }. Ако се сваки природни број {\displaystyle n} идентификује са класом еквиваленције пара {\displaystyle (n,0)} онда се операције суме и производа природних бројева могу природно проширити на скуп целих бројева {\displaystyle \mathbb {Z} }. Скуп рационалних бројева {\displaystyle \mathbb {Q} } се може да дефинише као скуп класа еквиваленције парова {\displaystyle (n,m)} целих бројева при чему је {\displaystyle m\neq 0} и при релацији еквиваленције {\displaystyle (n,m)\equiv (n\prime ,m\prime )} ако и само ако је {\displaystyle n.m\prime =m.n\prime }. Операције суме и производа на {\displaystyle \mathbb {Z} } могу се природно проширити на {\displaystyle \mathbb {Q} }. Поредак {\displaystyle \leq _{\mathbb {Q} }} на скупу рационалних бројева је дефинисан са: {\displaystyle r\leq _{\mathbb {Q} }s} ако и само ако постоји {\displaystyle t\in \mathbb {Q} } такво да је {\displaystyle s=r+t}. Реални бројеви се могу дефинисати као Дедекиндови пресеци у {\displaystyle \mathbb {Q} }, тј. реални број је дат паром {\displaystyle (A,B)} двају дисјунктних непразних скупова таквих да је {\displaystyle A\cup B=\mathbb {Q} }, и {\displaystyle a\leq _{\mathbb {Q} }b} за свако {\displaystyle a\in A} и {\displaystyle b\in B}. Операције суме, производа и уређености {\displaystyle \leq _{\mathbb {Q} }} на {\displaystyle \mathbb {Q} }, се могу проширити на скуп реалних бројева {\displaystyle \mathbb {R} }.
ЦФИ модел је пар {\displaystyle (M,E)} где је {\displaystyle M} непразан скуп а {\displaystyle E} је бинарна релација на {\displaystyle M} таква да су све ЦФИ аксиоме истините ако се интерпретирају у {\displaystyle (M,E)}. На тај начин ако је {\displaystyle \phi } нека тврдња у теорији скупова онда се може наћи неки ЦФИ модел за који је тврдња {\displaystyle \phi } важећа, тада се негација {\displaystyle \neg \phi } не може доказати у ЦФИ. Ако се може наћи модел за {\displaystyle \phi } и модел за {\displaystyle \neg \phi }, тада се {\displaystyle \phi } не може доказати нити оборити у ЦФИ. У том се случају каже да је {\displaystyle \phi } независна од ЦФИ. Геделова теорема комплетности логике првог реда каже да је ЦФИ консистентна аксиоматика ако се може наћи ЦФИ модел. Консистентност овде значи да ЦФИ аксиоме нису противречне једна другој.
Геделове теореме некомплетности показују да било који формални систем у математици који има смисла је обавезно некомплетан. Ако је ЦФИ консистентан онда у ЦФИ постоје тврдње које су независне од ЦФИ. Геделова друга теорема некомплетности доказује да формална аритметичка тврдња CON(ЦФИ) која показује да је ЦФИ консистентан систем не може бити доказана у ЦФИ као што не може бити доказана њена негација, тј. CON(ЦФИ) је независна од ЦФИ.
Ако је ЦФИ консистентан, тада није могуће доказати постојање ЦФИ модела јер би у супротном било могуће да се у ЦФИ докаже консистентност самог ЦФИ. На тај начин је доказ консистентности или независности неке тврдње {\displaystyle \phi } увек доказ релативне консистентности, тј. ако се претпостави да је ЦФИ консистентан онда ЦФИ има модел а тиме се може конструисати други модел за коју је тврдња {\displaystyle \phi } истинита.
Лебег (фр. Henri Léon Lebesgue) је увео појам мере скупа као апстракцију дужине за скупове на реалној правој. ЦФИ показује да постоје скупови који немају Лебегову меру што практично значи да за вероватноћу на реалним бројевима постоје догађаји без вероватноће и да се сваки догађај може уметнути између два догађаја без вероватноће. Да ли и које последице ова чињеница има у наукама које се баве реалним светом, нико још није размишљао.